# Josef Bucher
Josef Bucher (ur. 19 sierpnia 1965 w Friesach) – austriacki polityk i przedsiębiorca, parlamentarzysta krajowy, w latach 2009–2013 przewodniczący Sojuszu na rzecz Przyszłości Austrii.

## Życiorys
W 1983 ukończył szkołę hotelarską w Villach, a w 1983 kolegium kształcące w zakresie zawodów turystycznych w Bad Ischl. Pracował w branży hotelarskiej, następnie zaczął prowadzić własny hotel. Pełnił różne funkcje w organizacjach gospodarczych i turystycznych w Karyntii. Zaangażował się w działalność Wolnościowej Partii Austrii. W 2002 uzyskał mandat posła do Rady Narodowej. W 2006 wsparł rozłam zainicjowany przez Jörga Haidera, przechodząc do Sojuszu na rzecz Przyszłości Austrii, z ramienia którego w tym samym roku i w 2008 uzyskiwał poselską reelekcję Po śmierci założyciela BZÖ w 2008 objął funkcję przewodniczącego klubu poselskiego, a w 2009 został prezesem tego ugrupowania. W 2010 stanął również na czele karynckiej struktury BZÖ. Zrezygnował ze stanowisk partyjnych po porażce swojego ugrupowania w wyborach w 2013.